# Kodama jujutsu
Kodama jujutsu — вид кальмарів родини Idiosepiidae. Описаний у 2023 році.

## Поширення
Вид поширений на заході Тихого океану. Виявлений на кораловому рифі біля острова Окінава.

## Назва
Родова назва Kodama є посиланням до японської міфології, де кодама є духами дерев. Присутність кодам є ознаками здорового лісу, так само як кальмари є ознакою здорового коралового рифу.
Видова назва jujutsu відноситься до бойового мистецтва джиуджитсу за вміння цих кальмарів побороти більших за розмірами креветок.